# Little Sands
Little Sands est une communauté du Canada située dans le comté de Kings, sur l'Île-du-Prince-Édouard. Elle se trouve au sud-ouest de Murray River.